# Décès en avril 2014
Décès
- 2010
- 2011
- 2012
- 2013
- 2014
- 2015
- 2016
- 2017
- 2018

Pour une information complémentaire, voir la page d'aide.

| Date      | Nom                              | Activités | Âge      | Source |
| --------- | -------------------------------- | --- | -------- | ------ |
| 1er avril | Georges Fall                     | Éditeur d'art français.                                                                                      | 93       |        |
| 1er avril | King Fleming                     | Pianiste de jazz américain.                                                                                  | 91       | (en)   |
| 1er avril | Jacques Le Goff                  | Médiéviste français.                                                                                         | 90       |        |
| 1er avril | Rolf Rendtorff                   | Professeur émérite allemand de théologie.                                                                    | 88       | (de)   |
| 1er avril | Alida van der Anker-Doedens      | Kayakiste néerlandaise, médaillée d'argent aux Jeux olympiques d'été de 1948.                                | 91       | (nl)   |
| 2 avril   | Taha Basry                       | Footballeur puis entraîneur égyptien.                                                                        | 67       |        |
| 2 avril   | Miloš Mikeln                     | Écrivain slovène.                                                                                            | 83       | (sl)   |
| 2 avril   | Unnikrishnan Puthur              | Romancier et nouvelliste indien.                                                                             | 80       | (en)   |
| 2 avril   | Everett De Roche                 | Scénariste de films australien.                                                                              | 67       | (en)   |
| 2 avril   | Urs Widmer                       | Écrivain suisse.                                                                                             | 75       |        |
| 3 avril   | Régine Deforges                  | Écrivaine française.                                                                                         | 78       |        |
| 3 avril   | Tommy Lynn Sells                 | Tueur en série américain.                                                                                    | 49       | (en)   |
| 3 avril   | Arthur Smith                     | Compositeur et chanteur américain.                                                                           | 93       | (en)   |
| 4 avril   | Jose Aguilar                     | Boxeur cubain, médaillé de bronze aux Jeux olympiques d'été de 1980.                                         | 54       | (es)   |
| 4 avril   | İsmet Atlı                       | Lutteur turc, champion aux Jeux olympiques d'été de 1960.                                                    | 83       | (tr)   |
| 4 avril   | Kumba Ialá                       | Homme politique bissau-guinéen, président de la République de Guinée-Bissau (2000-2003).                     | 61       |        |
| 4 avril   | Bernard-G. Landry                | Écrivain et scénariste français.                                                                             |          |        |
| 4 avril   | Peter Liechti                    | Réalisateur suisse.                                                                                          | 63       |        |
| 5 avril   | Alan Davie                       | Artiste peintre britannique.                                                                                 | 93       | (en)   |
| 5 avril   | Mariano Díaz                     | Coureur cycliste espagnol.                                                                                   | 74       |        |
| 5 avril   | Yvonne Haller                    | Restauratrice strasbourgeoise (« Chez Yvonne »).                                                             | 82       |        |
| 5 avril   | Peter Matthiessen                | Écrivain américain.                                                                                          | 86       | (en)   |
| 5 avril   | Osvaldo Rodríguez                | Peintre, graveur et sculpteur né argentin naturalisé français.                                               | 68       |        |
| 5 avril   | France Truffaut                  | Femme politique belge.                                                                                       | 87       |        |
| 5 avril   | José Wilker                      | Acteur brésilien.                                                                                            | 69       | (en)   |
| 6 avril   | Mary Anderson                    | Actrice américaine.                                                                                          | 96       | (en)   |
| 6 avril   | Jacques Castérède                | Compositeur français.                                                                                        | 87       |        |
| 6 avril   | Liv Dommersnes                   | Actrice norvégienne.                                                                                         | 91       | (no)   |
| 6 avril   | Erzsi Kovács                     | Chanteuse hongroise.                                                                                         | 85       | (hu)   |
| 6 avril   | Mickey Rooney                    | Acteur américain.                                                                                            | 93       |        |
| 6 avril   | Massimo Tamburini                | Designer italien de motos.                                                                                   | 70       | (en)   |
| 7 avril   | Georges Als                      | Statisticien luxembourgeois.                                                                                 | 88       |        |
| 7 avril   | Claudine Bouché                  | Monteuse française.                                                                                          | 88       |        |
| 7 avril   | Philippe Dechartre               | Homme politique français.                                                                                    | 95       |        |
| 7 avril   | Peaches Geldof                   | Mannequin et journaliste britannique.                                                                        | 25       |        |
| 7 avril   | Frans van der Lugt               | Père jésuite néerlandais.                                                                                    | 75       |        |
| 7 avril   | John Shirley-Quirk               | Chanteur d'opéra britannique.                                                                                | 82       | (en)   |
| 7 avril   | George Shuffler                  | Musicien de bluegrass américain.                                                                             | 88       | (en)   |
| 7 avril   | Josep Maria Subirachs            | Sculpteur espagnol.                                                                                          | 87       | (es)   |
| 7 avril   | Čedo Vuković                     | Écrivain monténégrin.                                                                                        | 93       | (sr)   |
| 8 avril   | Emmanuel III Karim Delly         | Cardinal irakien, primat émérite de l'Église catholique chaldéenne.                                          | 86       |        |
| 8 avril   | Karlheinz Deschner               | Écrivain allemand.                                                                                           | 89       | (de)   |
| 8 avril   | Sacha Ketoff                     | Peintre et designer franco-italien.                                                                          | 64       |        |
| 8 avril   | Ghiţă Licu                       | Handballeur roumain, médaillé d'argent aux Jeux olympiques d'été de 1976 et de bronze à ceux de 1972.        | 68       | (ro)   |
| 8 avril   | Warrior (né James Brian Hellwig) | Catcheur américain, membre du Temple de la renommée de la WWE.                                               | 54       | (en)   |
| 9 avril   | Claude Carrère                   | Parolier et producteur français.                                                                             | 83       |        |
| 9 avril   | Jos Chabert                      | Homme politique belge.                                                                                       | 81       |        |
| 9 avril   | Gérard Kawczynski                | Guitariste et compositeur français.                                                                          | 67       |        |
| 9 avril   | Arthur Robinson                  | Homme politique trinidadien, président de la République (1997-2003).                                         | 87       | (en)   |
| 9 avril   | Ferdinando Terruzzi              | Coureur cycliste italien, champion aux Jeux olympiques d'été de 1948.                                        | 90       | (it)   |
| 9 avril   | Svetlana Velmar-Janković         | Écrivaine serbe.                                                                                             | 81       | (en)   |
| 10 avril  | Dominique Baudis                 | Journaliste, écrivain et homme politique français.                                                           | 66       |        |
| 10 avril  | Justin Bomboko                   | Homme politique congolais.                                                                                   | 86       |        |
| 10 avril  | László Felkai                    | Joueur de water polo hongrois, champion olympique (1964) et médaillé de bronze olympique (1960, 1968).       | 73       | (hu)   |
| 10 avril  | Jim Flaherty                     | Homme politique canadien, ministre des Finances (2006-2014).                                                 | 64       |        |
| 10 avril  | Phyllis Frelich                  | Actrice américaine.                                                                                          | 70       | (en)   |
| 10 avril  | Richard Hoggart                  | Universitaire et écrivain britannique.                                                                       | 95       | (en)   |
| 10 avril  | K.S. Karol                       | Journaliste français.                                                                                        | 90       |        |
| 10 avril  | Paul Lacroix                     | Artiste et professeur émérite québécois.                                                                     | 84       |        |
| 10 avril  | Massimo Morozzi                  | Architecte et designer italien.                                                                              | 73       | (en)   |
| 10 avril  | Doris Pilkington Garimara        | Écrivaine australienne.                                                                                      | 76       | (en)   |
| 10 avril  | Gérard Saint-Cyr                 | Professeur canadien, membre de l'Ordre du Canada et de l'Ordre du Nouveau-Brunswick.                         | 94       |        |
| 10 avril  | Sue Townsend                     | Romancière britannique.                                                                                      | 68       | (en)   |
| 11 avril  | Alfredo Alcón                    | Acteur argentin.                                                                                             | 84       |        |
| 11 avril  | Abdelaziz Chamkh                 | Artiste berbère marocain.                                                                                    | 62 ou 63 |        |
| 11 avril  | Hal Cooper                       | Réalisateur et acteur américain.                                                                             | 91       | (en)   |
| 11 avril  | Edna Doré                        | Actrice britannique.                                                                                         | 92       | (en)   |
| 11 avril  | Lou Hudson                       | Basketteur américain.                                                                                        | 69       | (en)   |
| 11 avril  | Helga Mees                       | Escrimeuse allemande, médaillée d'argent et de bronze aux Jeux olympiques d'été de 1964.                     | 76       | (de)   |
| 11 avril  | Patrick Seale                    | Journaliste britannique.                                                                                     | 83       |        |
| 11 avril  | Rolando Ugolini                  | Footballeur italien.                                                                                         | 89       | (en)   |
| 11 avril  | Jesse Winchester                 | Auteur-compositeur-interprète américain de country folk ironique.                                            | 69       |        |
| 12 avril  | Pierre Autin-Grenier             | Écrivain français.                                                                                           | 67       |        |
| 12 avril  | Brita Koivunen                   | Chanteuse finlandaise.                                                                                       | 82       | (fi)   |
| 12 avril  | Pierre-Henri Menthéour           | Coureur cycliste français.                                                                                   | 53       |        |
| 13 avril  | Mohamed Fraj Chedly              | Écrivain et homme politique tunisien.                                                                        | 86       |        |
| 13 avril  | Michael Ruppert                  | Journaliste d'investigation américain.                                                                       | 63       | (en)   |
| 13 avril  | Rafał Sznajder                   | Escrimeur polonais.                                                                                          | 41       | (pl)   |
| 13 avril  | Claude Weisbuch                  | Artiste peintre et graveur français.                                                                         | 87       |        |
| 14 avril  | Brian Harradine                  | Homme politique australien.                                                                                  | 79       | (en)   |
| 14 avril  | Ingeborg von Kusserow            | Actrice allemande.                                                                                           | 95       | (en)   |
| 14 avril  | Armando Peraza                   | Percussionniste cubano-américain.                                                                            | 89       | (en)   |
| 15 avril  | Nina Cassian                     | Poète roumaine.                                                                                              | 89       | (en)   |
| 15 avril  | John Houbolt                     | Ingénieur américain de l'aérospatiale.                                                                       | 95       | (en)   |
| 15 avril  | Eliseo Verón                     | Anthropologue, sémioticien et sociologue argentin.                                                           | 78       |        |
| 16 avril  | Louis Beaudonnet                 | Général français de la Gendarmerie nationale.                                                                | 90       |        |
| 16 avril  | Anne Briscoe                     | Biochimiste américaine.                                                                                      | 95       | (en)   |
| 16 avril  | Gyude Bryant                     | Homme politique libérien, président de la République (2003-2006).                                            | 65       | (en)   |
| 16 avril  | Khosrow Djahanbani               | Membre de la famille du dernier Chah d'Iran.                                                                 | 72       | (en)   |
| 16 avril  | Jiří Načeradský                  | Artiste peintre tchèque.                                                                                     | 74       | (cs)   |
| 16 avril  | Basil Paterson                   | Homme politique américain.                                                                                   | 87       | (en)   |
| 16 avril  | Aulis Rytkönen                   | Footballeur finlandais.                                                                                      | 85       |        |
| 16 avril  | Jacques Servier                  | Chef d'entreprise français (laboratoires Servier).                                                           | 92       |        |
| 16 avril  | Gab Smulders                     | Peintre néerlandais.                                                                                         | 83       | (nl)   |
| 17 avril  | Mayra Alejandra                  | Actrice vénézuélienne.                                                                                       | 58       | (es)   |
| 17 avril  | Cheo Feliciano                   | Chanteur et compositeur portoricain de salsa.                                                                | 78       |        |
| 17 avril  | Gabriel García Márquez           | Écrivain colombien, prix Nobel de littérature (1982).                                                        | 87       |        |
| 17 avril  | Karl Meiler                      | Tennisman allemand.                                                                                          | 64       | (de)   |
| 18 avril  | Habib Boularès                   | Journaliste et homme politique tunisien.                                                                     | 81       |        |
| 18 avril  | Ramón Malla Call                 | Ecclésiastique espagnol et administrateur apostolique d'Urgell.                                              | 91       | (es)   |
| 18 avril  | Nadya Nozharova                  | actrice bulgare                                                                                              | 97       | (en)   |
| 18 avril  | Brian Priestman                  | Chef d'orchestre britannique.                                                                                | 87       | (en)   |
| 19 avril  | Mimi Kok                         | Actrice néerlandaise.                                                                                        | 80       | (nl)   |
| 19 avril  | Kevin Sharp (en)                 | Chanteur de country américain.                                                                               | 43       | (en)   |
| 20 avril  | Mithat Bayrak                    | Lutteur turc, champion aux Jeux olympiques d'été de 1956 et de 1960.                                         | 85       | (de)   |
| 20 avril  | Rubin Carter                     | Boxeur américain.                                                                                            | 76       |        |
| 20 avril  | Alistair MacLeod                 | Écrivain canadien.                                                                                           | 77       | (en)   |
| 20 avril  | Neville Wran                     | Homme politique australien.                                                                                  | 87       | (en)   |
| 21 avril  | Herb Gray                        | Homme politique canadien (1962-2002).                                                                        | 82       |        |
| 21 avril  | Herbert Stenger                  | Pilote automobile allemand.                                                                                  | 66       | (de)   |
| 21 avril  | Win Tin                          | Journaliste birman, militant pour la démocratie.                                                             | 84       |        |
| 21 avril  | René Zayan                       | Professeur français de psychologie, à l'université catholique de Louvain.                                    | 67       |        |
| 22 avril  | George Harry Heilmeier           | Ingénieur américain, inventeur de l'affichage à cristaux liquides.                                           | 77       | (en)   |
| 22 avril  | Jovan Krkobabić                  | Homme politique serbe.                                                                                       | 84       | (en)   |
| 22 avril  | Werner Potzernheim               | Coureur cycliste allemand, médaillé de bronze aux Jeux olympiques d'été de 1952.                             | 87       | (de)   |
| 22 avril  | Oswaldo Vigas                    | Artiste peintre vénézuélien.                                                                                 | 87       | (en)   |
| 23 avril  | Michael Glawogger                | Réalisateur autrichien.                                                                                      | 54       | (de)   |
| 23 avril  | Leonhard Pohl                    | Athlète allemand, médaillé de bronze aux Jeux olympiques d'été de 1956.                                      | 84       | (de)   |
| 24 avril  | Hans Hollein                     | Architecte autrichien.                                                                                       | 80       |        |
| 24 avril  | Sandy Jardine                    | Footballeur écossais.                                                                                        | 65       | (en)   |
| 24 avril  | Michel Lang                      | Réalisateur français.                                                                                        | 74       |        |
| 24 avril  | Philippe Lejeune                 | Artiste peintre français.                                                                                    | 89       |        |
| 24 avril  | Eugène Letendre                  | Coureur cycliste français.                                                                                   | 82       |        |
| 24 avril  | Arturo Licata                    | Supercentenaire italien.                                                                                     | 111      | (it)   |
| 24 avril  | Jacques Nimier                   | Psychologue et enseignant français.                                                                          | 84       |        |
| 24 avril  | Tadeusz Różewicz                 | Poète polonais.                                                                                              | 92       | (en)   |
| 24 avril  | Jean-Marie Sarron                | Prêtre catholique français, aumônier national de la Fédération sportive et culturelle de France (1983-1987). | 71       |        |
| 25 avril  | Jean Colbe                       | Photographe français.                                                                                        | 85       |        |
| 25 avril  | Stanko Lorger                    | Athlète yougoslave, slovène, spécialiste du 110 mètres haies.                                                | 83       | (sl)   |
| 25 avril  | Connor Michalek                  | Personnalité du catch américain.                                                                             | 8        | (en)   |
| 25 avril  | Tito Vilanova                    | Footballeur puis entraîneur espagnol.                                                                        | 45       |        |
| 25 avril  | Stephanie Zweig                  | Romancière allemande.                                                                                        | 81       | (de)   |
| 26 avril  | Gerald Guralnik                  | Physicien américain.                                                                                         | 77       | (en)   |
| 26 avril  | Sandro Lopopolo                  | Boxeur Italien, médaillé d'argent aux Jeux olympiques d'été de 1960.                                         | 74       | (it)   |
| 26 avril  | Antonio Pica                     | Acteur espagnol.                                                                                             | 81       | (es)   |
| 26 avril  | DJ Rashad                        | Disc jockey américain.                                                                                       | 35       | (en)   |
| 27 avril  | George Astalos                   | Écrivain franco-roumain.                                                                                     | 80       | (ro)   |
| 27 avril  | Vujadin Boškov                   | Footballeur puis entraîneur yougoslave, serbe, médaillé d'argent aux Jeux olympiques d'été de 1952.          | 82       |        |
| 27 avril  | Micheline Dax                    | Actrice française.                                                                                           | 90       |        |
| 27 avril  | Vasco Graça Moura                | Écrivain, traducteur et homme politique portugais, député européen (1999-2009).                              | 72       |        |
| 27 avril  | Andréa Parisy                    | Actrice française.                                                                                           | 78       |        |
| 28 avril  | Valeri Goryushev                 | Volleyeur russe, médaillé d'argent aux Jeux olympiques d'été de 2000.                                        | 40       | (ru)   |
| 28 avril  | Edgar Laprade                    | Hockeyeur sur glace canadien.                                                                                | 94       | (en)   |
| 28 avril  | Jack Ramsay                      | Entraîneur américain de basket-ball.                                                                         | 89       | (en)   |
| 29 avril  | Frank Budd                       | Athlète américain.                                                                                           | 74       | (en)   |
| 29 avril  | Tahar Chaïbi                     | Footballeur tunisien.                                                                                        | 68       |        |
| 29 avril  | Al Feldstein                     | Scénariste, dessinateur et rédacteur en chef américain.                                                      | 88       | (en)   |
| 29 avril  | Reuven Feuerstein                | Pédagogue israélien.                                                                                         | 92       |        |
| 29 avril  | Bob Hoskins                      | Acteur britannique.                                                                                          | 71       |        |
| 29 avril  | Edgars Vinters                   | Artiste peintre letton.                                                                                      | 94       | (lv)   |
| 30 avril  | Judi Meredith                    | Actrice américaine.                                                                                          | 77       | (en)   |
| 30 avril  | Alexis Pota                      | Homme politique français.                                                                                    | 81       |        |
| 30 avril  | Junichi Watanabe                 | Écrivain japonais.                                                                                           | 80       | (en)   |